# Han Hee-ju
Han Hee-ju (2 settembre 1997) è una judoka sudcoreana.
Ha partecipato ai Giochi di Tokyo 2020, gareggiando nella categoria dei 63 kg.
Nel 2019, ha vinto 1 bronzo alle Universiadi, gareggiando nella competizione a squadre.